# Macropoma
Macropoma es un género extinto de celacantos de la clase de los sarcopterigios. Estos peces se extinguieron hace unos 70 millones de años y están emparentados de cerca con el actual género de celacanto Latimeria.
Los fósiles de Macropoma se han encontrado en Inglaterra y la antigua Checoslovaquia. Los fósiles recuperados miden menos de 60 centímetros de longitud. Los celacantos modernos miden un metro y medio o más, per en otros aspectos son notablemente similares, y comparten el mismo plan corporal con una cola de tres lóbulos y aletas pedunculadas. Macropoma pudo haber depredado a especies marinas menores que él mismo.

## Lista de especies
- †Macropoma lewesiensis
- †Macropoma mantelli
- †Macropoma praecursor
- †Macropoma willemoesii